# صاحبة غافاروفا
صاحبة علي قيزي غافاروفا (بالأذرية: Sahibə Əli qızı Qafarova) (19 مارس 1955، شامكير) هي رئيسة البرلمان الأذربيجاني، بروفيسورة، دوكتورة في العلوم في فقه اللغة، وهي عضوا حزب أذربيجان الجديدة.

## حياتها
ولدت صاحبة غافاروفا في 19 مارس لعام 1955 في مدينة شامكير. تخرجت من كلية اللغة الروسية والأدب من معهد اللغة والأدب الروسية - حاليا جامعة باكو السلافية وكلية اللغة الإنجليزية بمرتبة الشرف.
هي تجيد الروسية والإنجليزية. لديها الطفلان.

## مسيرة
من 1978 إلى 1981 عملت صاحبة غافاروفا مدرسةً في المدرسة بمدينة شامكير.
من 1981 إلى 2020 عملت كمختبرا ومدرسةً، مدرسةً عاما، أستاذةً مشاركةً، بروفيسورة، مديرة لقسم اللغات الاوربية في الجامعة باكو السلافية.
و من 2004 إلى 2020 عملت في منسب نائبة رئيس الجامعة للعلاقات الدولية بجامعة باكو السلافية.
من 2010 إلى 2020 كانت صاحبة غافاروفا نائبة في الجمعية الوطنية في جمهورية أذربيجان.
من 2015 إلى 2020 عملت نائبة الرئيس للجنة الأسرة والمرأة والطفل في مجلس الشعب الجمعية الوطنية.
من 2018 إلى 2020 ترأست غافاروفا اللجنة الفرعية للمساواة بين الجنسين التابعة للجمعية البرلمانية في مجلس أوروبا.
من مارس لعام 2020 صاحبة غافاروفا هي - رئيسة الجمعية الوطنية في جمهورية أذربيجان.

## التأليف
لها عدد من المؤلفات والدراسات وكما لها أكثر من ثمانين مقالة.